# Festival de la biographie
Le Festival de la biographie est une manifestation littéraire dédiée au genre biographique qui se déroule chaque année depuis 2001 au mois de janvier à Carré d'art à Nîmes.

## Éditions
Chaque année, le festival est co-présidé par deux personnalités. Il met à l'honneur un thème en particulier.
- 2001 :
- 2002 :
- 2003 :
- 2004 :
- 2005 : Jean des Cars et Patrick de Carolis (« La Rome antique »[1])
- 2006 :
- 2007 : François de Closets et Évelyne Lever[2],[3]
- 2008 : Claude Allègre et Luc Ferry (« Eurêka ! Ils ont trouvé »[4])
- 2009 : Boris Cyrulnik et Bernard Werber (« Penser le futur, ainsi va  l'humanité »[5])
- 2010 : Irène Frain et Alain Vircondelet (« L'intime »[6])
- 2011 : Mémona Hintermann et Jean Favier (« L'Autre »[7])
- 2012 : Malek Chebel et Jean-Christian Petitfils (« L'engagement, sous l'œil du biographe »[8])
- 2013 : Jean Tulard et Michèle Cotta (« Traces du XXe siècle : par-delà les frontières, les hommes »[9])
- 2014 : Hélène Carrère d'Encausse et Pascal Picq (« Traces ancestrales : les grandes civilisations »[10])
- 2015 : Dominique Bona et Gonzague Saint Bris (« Traces artistiques : les grands créateurs »[11])
- 2016 : Irène Frain et Yasmina Khadra (« Au-delà du personnage »[12])
- 2017 : Ghislaine Dunant et Emmanuel de Waresquiel (« Les écritures de l'histoire »)[13]
- 2018 : Camille Laurens et Laurent Stefanini (« Les sens de l'histoire »)[14].
- 2019 : Jean-Louis Debré et Clara Dupont-Monod (« Les personnages illustres »)
- 2020 : Pierre Assouline et Edgar Morin[15] (?)
- 2021 : annulé[16]
- 2022 : Francis Huster et Gérard Araud (« Les génies »)[17]
- 2023 : Jean-Pierre Elkabbach et Franz-Olivier Giesbert (« Nos souvenirs communs »)[18]
- 2024 : Béatrix de L'Aulnoit et Gilles Kepel[19]
- 2025 : Jean-Christophe Rufin et Olivier Weber[20]

## Prix de la biographie
Créé en 2004, le prix est décerné par Le Point. Son jury était notamment présidé par Max Gallo.
- 2004 : Pierre Milza pour Napoléon III[21]
- 2005 : Maurice Lever pour Pierre-Augustin Caron de Beaumarchais[21]
- 2006 : Michel Laval pour L'Homme sans concession : Arthur Koestler et son siècle[21]
- 2007 : Judith Housez pour Marcel Duchamp[21]
- 2008 : Patrick Lienhardt et Olivier Philipponnat pour La Vie d'Irène Némirovsky[21]
- 2009 : Jean Delumeau pour Le Mystère Campanella[21]
- 2010 : Pierre-Marc de Biasi pour Gustave Flaubert : une manière spéciale de vivre[22]
- 2011 : Jean-Luc Barré pour Biographie intime, François Mauriac[7]
- 2012 : Philippe Mesnard pour Primo Levi : le passage d'un témoin[23]
- 2013 : Frank Lestringant pour André Gide l'inquiéteur[24]
- 2014 : Laurence Campa pour Apollinaire[25]
- 2015 : Bénédicte Vergez-Chaignon pour Pétain[26],[27]
- 2016 : Henri Raczymow pour Mélancolie d'Emmanuel Berl[28]
- 2017 : Clara Royer pour Imre Kertész : l'histoire de mes morts
- 2018 : Marie-Christine Natta pour Baudelaire[29]
- 2019 : Anne Kerlan pour Lin Zhao, combattante en liberté[30]
- 2020 : Jean-Luc Bitton pour Jacques Rigaut, le suicidé magnifique[31]
- 2021 : Pierre Ménard pour Les infréquentables frères Goncourt[32]
- 2022 : Jérôme Fehrenbach pour Jenny Marx, la tentation bourgeoise[33]
- 2023 : Lucie Malbos pour Harald à la dent bleue[34]
- 2024 : Geneviève Haroche-Bouzinac pour Madame de Sévigné (Flammarion)[35]
- 2025 : Martin Aurell pour Aliénor d'Aquitaine (Flammarion)[36]